# Парк кар'єрів
45°28′9.74″ пн. ш. 9°5′56.08″ сх. д. / 45.4693722° пн. ш. 9.0989111° сх. д.
Parco delle Cave (в перекл. з іт. «парк з печерами») є другим за величиною парком в Мілані після Parco Nord Milano; площа — 131 га. Розташований на заході міста, входить до квартьєре Баджо. Тут розташовані: чотири озера, ліси, потічки, міські сади, а також сільськогосподарське угіддя з кашіною Linterno. Разом з Boscoincittà і Parco di Trenno є частиною Parco Agricolo Sud Milano.

## З історії
В 20-х роках XX ст. відбувався активний видобуток гравію і піску на територіях сільськогосподарських угідь, що спричинило виникнення 4 печер: Cabassi, Casati, Ongari-Cerutti, Aurora. У 60-х видобувні роботи уповільнились, а потім і зовсім припинились.
У 1976 р. генеральний план міста виділяє цю територію як паркову зону, але роботи по розвитку парку йдуть дуже повільно. Парк деградує, стає місцем проституції, наркоманів та незаконного скидання відходів.
У 1997 році міська влада Мілану передає парк в управління асоціації Italia Nostra, після успішного управління парком Boscoincittà.
У 2002 році, після закінчення масштабних робіт по реконструкції, відбулося урочисте відкриття парку. Parco delle Cave почали активно позиціонувати як міський парк, частина «зелених легень» Мілану.

## Особливості
Озера заг. площею 29 га є істотною особливістю ландшафту Parco delle Cave. Фауна парку представлена великою різноманітністю амфібій, рептилій і птахів, кроликів і навіть лисиць. Серед птахів тут можна зустріти:
| Tuffetto           | Airone rosso         | Fagiano      | Luì piccolo            | Prispolone    |
| Cormorano          | Nitticora            | Colombaccio  | Cinciallegra           | Codibugnolo   |
| Airone             | Moriglione           | Rondone      | Cornacchia             | Picchio verde |
| Garzetta           | Voltolino            | Rondine      | Storno                 | Quaglia       |
| Germano reale      | Gabbiano reale       | Fringuello   | Beccafico              | Beccaccia     |
| Gallinella d'acqua | Piro piro piccolo    | Cardellino   | Codirosso              | Allodola      |
| Folaga             | Martin Pescatore     | Balestruccio | Picchio rosso maggiore | Verdone       |
| Gabbiano comune    | Usignolo di fiume    | Gheppio      | Poiana                 | Verzellino    |
| Ballerina bianca   | Forapaglie           | Pettirosso   | Torcicollo             | Balia nera    |
| Svasso maggiore    | Pendolino            | Merlo        | Scricciolo             | Pigliamosche  |
| Tarabusino         | Migliarino di palude | Capinera     | Upupa                  | Regolo        |

Серед дерев:
- Robinia,
- Pioppo,
- Salice,
- Ailanto,
- Acero campestre[1].

## Лінки
- Прогулянки по Мілану [Архівовано 24 серпня 2010 у Wayback Machine.]
- план парку
- велосипедний маршрут [Архівовано 22 січня 2011 у Wayback Machine.]